# Orjasjärvi
Orjasjärvi is een dorp binnen de Zweedse gemeente Övertorneå. In 1997 had het 6 inwoners. Het dorp ligt aan de parallelweg van de Riksväg 99; een weg die Övertorneå in het zuidwesten verlaat. Orjasjärvi heeft een afvalstortplaats.